# Агнець Божий (Сурбаран)
«Агнець Божий» (лат. Agnus Dei) — картина іспанського живописця Франсіско Сурбарана. Створена у 1635—40 роках. Зберігається у Музеї Прадо в Мадриді (інв. ном. P7293).

## Опис
У декількох своїх роботах Сурбаран зображував ягня в якості сакральної жертви і, відтак, він слугував своєрідним символом Христа, який приніс себе у жертву в спокуту людських гріхів. Із усіх цих робіт ця картина є найбільщ досконалою. Молоде ягня зображене тут зі зв'язаними ногами, що є символом безпорадності, і з виразом повної покірності і смирення. Художник зменшує кількість предметів на картині до суворого мінімуму, залишаючи лише найголовніші і зводить кольорову гаму до світлої плями на неясній сірій поверхні, яка виступає з густої темрями фону. Однак ця робота також є прикладом майстерності живописця, яке проявляється в передачі найтонкіших деталей, таких як вологий ніс ягняти, його очі з тонкими віями, шорсткість рогів, а також його шкура, пружна на дотик і трохи забруднена, що ще більше підкреслює реалістичність зображення.